# Sromowce Wyżne

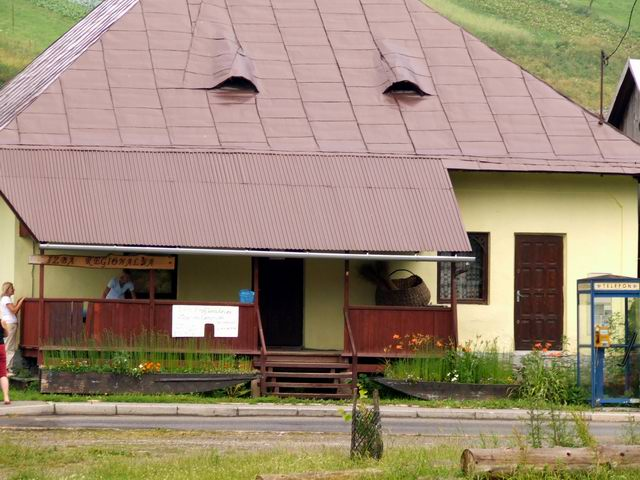
Izba regionalna

Sromowce Wyżne – wieś w Polsce położona w województwie małopolskim, w powiecie nowotarskim, w gminie Czorsztyn w Pieninach nad Dunajcem.
Według danych Narodowego Spisu Powszechnego z 2021 roku, wieś zamieszkiwało 1256 osób.
Siedziba rzymskokatolickiej parafii św. Stanisława Biskupa i Męczennika w Sromowcach Wyżnych.

## Części wsi
| SIMC    | Nazwa     | Rodzaj                     |
| ------- | --------- | -------------------------- |
| 0422882 | Glinik    | część wsi                  |
| 0422899 | Kamieniec | część wsi                  |
| 0422936 | Kąty      | osada                      |
| 0422913 | Rówień    | część wsi, nazwa zniesiona |
| 0422907 | Rówienka  | część wsi                  |
| 0422920 | Wygon     | część wsi                  |

## Historia
Wieś królewska Sramowice Wyżne została założona w drugiej połowie XVI wieku w powiecie sądeckim województwa krakowskiego, należała do tenuty czorsztyńskiej. W latach 1954–1961 wieś należała i była siedzibą władz gromady Sromowce Wyżne, po jej zniesieniu w gromadzie Czorsztyn. W latach 1975–1998 miejscowość położona była w województwie nowosądeckim.
W Sromowcach Wyżnych na wzgórzu Zamczysko (688 m) miał znajdować się zamek, który w XV wieku miał pełnić rolę strażnicy pomocniczej przy zamku czorsztyńskim na granicy polsko-węgierskiej. Aktualnie po zamku nie ma śladu, pozostała jednak nazwa góry.
Miejscowość utrzymywała się głównie z rolnictwa i flisactwa; od czasu powstania Zbiornika Czorsztyńskiego oraz wyciągu na stoku Sosny obserwuje się wzmożony napływ turystów. W dzielnicy Sromowiec Wyżnych zwanej Kąty zaczyna się spływ Dunajcem. 

## Atrakcje turystyczne
Jedną z głównych atrakcji turystycznych Sromowiec Wyżnych jest początek spływu Przełomem Dunajca. 
Wieś znajduje się w bezpośredniej okolicy Pienińskiego Parku Narodowego. 
We wsi jest izba regionalna zorganizowana przez miejscowe koło gospodyń wiejskich oraz strefa rekreacyjna, w której skład wchodzą: skatepark, pole do mini golfa, plac zabaw, miejsce do gry w boule, stoły do tenisa stołowego, szachy plenerowe oraz altanki. 
Zabytkowy kościół pw. św. Stanisława BM, obok którego znajdują się pomniki ówczesnych właścicieli ziemskich i fundatorów kościoła, rodziny Drohojowskich, oraz papieża Jana Pawła II.
We wsi odbywają się letnie festyny z występami zespołów regionalnych, w lokalnym amfiteatrze
W okolicy wsi znajduje się zespół rekreacyjny z wyciągami narciarskimi zwany Polana Sosny (w Niedzicy) oraz elektrownia wodna Niedzica, w której można obejrzeć filmy i zwiedzić niektóre wnętrza zapory na Dunajcu.

## Sport
We wsi znajduje się siedziba klubu piłkarskiego: LKS Spływ Sromowce Wyżne.